# Ich heirate meine Frau (1934)
Ich heirate meine Frau ist eine Filmkomödie des Regisseurs Johannes Riemann (der gemeinsam mit Joe Stöckel auch das Drehbuch schrieb), aus dem Jahr 1934. In den Hauptrollen verkörpern Lil Dagover und Paul Hörbiger das Ehepaar Hubertus und Lisa, deren Ehe auf dem Spiel steht.

## Handlung
Hubertus und Lisa Brehmer sind seit mehreren Jahren verheiratet. Die Ehe läuft gut, jedoch stört es Lisa ein wenig, dass Hubertus aufgrund seiner beruflichen Tätigkeit immer lange arbeiten muss und entsprechend spät nach Hause kommt. Als er beruflich so eingebunden ist, dass er sogar den gemeinsamen Hochzeitstag vergisst, reicht es Lisa: Sie beschließt, selbst auch eine Arbeitsstelle anzunehmen. Sie bewirbt sich bei einer Zeitung als Reporterin und wird eingestellt.
Hubertus misstraut dem Arbeitsverhältnis seiner Frau und befürchtet, dass sie dort eventuell andere Männer kennenlernen könnte, die sich vielleicht sogar zu seinen Rivalen entwickeln könnten. Seine Eifersucht treibt ihn dazu, seiner Frau nachzuspionieren und prompt erwischt er sie in einer zweideutigen Situation mit einem Wissenschaftler, den sie gerade interviewt.
Die Situation eskaliert, die Scheidung der beiden steht kurz bevor. Hier kommt ein gemeinsamer Freund der beiden ins Spiel, der sich überlegt, wie er die Ehe retten kann. Er entwickelt einen listigen Plan und erklärt vor Gericht, dass die beiden gar nicht richtig verheiratet sein können, da bei der Trauung dem Standesamt ein Verfahrensfehler unterlaufen sein soll.
Diese Äußerung verursacht natürlich Turbulenzen, sowohl vor Gericht als auch bei den Eheleuten Hubertus und Lisa. Jetzt wollen die beiden natürlich beweisen, dass sie richtig verheiratet sind und besinnen sich dabei darauf, weshalb sie damals eigentlich geheiratet haben.

## Produktionsnotizen
Der Film wurde am 16. November 1934 in Berlin uraufgeführt. In Barcelona wurde er erstmals am 27. Juli 1939 gezeigt. Der Film wurde auch in anderen Ländern unter anderen Titeln aufgeführt: In Spanien unter dem Titel Me caso con mi mujer, in England unter dem Titel I Marry My Wife und in den USA unter dem (ähnlich klingenden Titel) I'm Marrying My Wife.

## Sonstiges
Mit dem Beschluss B.37413 zensierte das NS-Regime am 2. Oktober 1934 den Film und legte ihm ein Jugendverbot auf.